# Wald (Berna)
Wald és un municipi del cantó de Berna (Suïssa), situat a l'antic districte de Seftigen i a l'actual de Berna-Mittelland